# Graafsewijk
In de volksmond wordt met Graafsewijk een gedeelte van de Graafsepoort bedoeld. Voor het gemak worden twee wijken samengevoegd (gezamenlijk 96 ha en 3790 inwoners), te weten Graafsewijk Noord en Graafsewijk Zuid. De gemeente 's-Hertogenbosch rekent beide wijken echter als apart.
De Graafsewijk kreeg landelijke aandacht door rellen die plaatsvonden in delen van de wijk (Graafsewijk Noord) in 2000 en 2005. Mede door deze rellen heeft de wijk een slechte naam gekregen.